# Солёная (впадает в протоку Широкую)
Солёная — река в Таймырском Долгано-Ненецком районе Красноярского края России, впадает в протоку Широкую Енисея.

## Общая информация
Длина реки — 199 км, площадь водосборного бассейна — 6340 км². Река берет начало на юге Гыданского полуострова, на границе с Тазовским районом Ямало-Ненецкого автономного округа, к северу от среднего течения реки Малая Мессояха, на высоте более 34 м над уровнем моря.
Течёт по заболоченной тундровой местности преимущественно в северо-восточном и восточном направлении. Впадает по левому берегу в протоку Широкую Енисея, соединяющую Енисей с Большой Хетой. Течение извилистое, в бассейне большое число некрупных озёр. Берега в низовьях обрывистые. Перед устьем ширина реки достигает 175 м, а глубина — 4 м. Скорость течения в низовьях — 0,3 м/с.
Основной приток — река Варнгэяха, впадающая справа, длиной 170 км. Другие важные притоки: Юпаяха (пр) длиной 83 км, Ерыйяха (лв), Седаяха (лв) длиной 72 км, Комзуйяха (лв) длиной 70 км и 2-я Солёная (пр).

## Данные водного реестра
По данным государственного водного реестра России и геоинформационной системы водохозяйственного районирования территории РФ, подготовленной Федеральным агентством водных ресурсов:
- Бассейновый округ — Енисейский
- Речной бассейн — Енисей
- Речной подбассейн — Енисей ниже впадения Нижней Тунгуски
- Водохозяйственный участок — Енисей от водомерного поста города Игарка до устья без реки Хантайка от истока до Усть-Хантайского гидроузла
- Код водного объекта — 17010800412116100109672